# 展開 (幾何)

正十二面體的展開

在幾何學中，展開或連續展開是指三維幾何體表面的連續運動，將三維幾何體從立體狀態切割並在平面上展開成不互相重疊的展開圖。與剛性摺紙一樣，在立體展開成展開圖的過程中，展開圖上的多邊形面必須保持平坦且不得互相相交。與展開相反的動作為摺疊，將幾何體的展開圖摺疊回幾何體，直觀上來說，這是一種從紙展開圖摺成幾何體的方法，除了指定的摺痕外不會彎曲紙張。是否每個凸多面體都可以展開，目前是一個未解決的數學問題。

## 存在性
1999年，比德爾、魯比和孫（Julie Sun）對展開的早期研究表明，一些非凸但拓扑同胚於球面的多面體展開圖無法從多面體展開為展開圖，也就是說對應立體在轉變為展開圖的過程中可能會需要互相相交或彎曲表面才能展開，這種情況就稱無法展開。
是否每個凸多面體都存在展開的方法，也就是不需要互相相交或彎曲表面就能將幾何體轉變為展開圖，這個問題是由羅伯特康納利提出的，後來被稱為康納利展開猜想。米勒（Ezra Miller）和帕克在2003年提出，源展開，即在具有多個最短測地線到指定源點的點處切割多面體所形成的展開圖（包括跨多面體面的切割），總是可以展開，也就是說這種情況下能不必互相相交或彎曲表面就將幾何體轉變為展開圖。
2009年，埃里克·德梅因等人證明了這一點，他們還表明，每個具有多邊形連接在一條路徑上之展開圖的凸多面體都可以展開，並且每一個展開圖都可以提取出路徑連通的展開圖。

## 未解問題
目前不知道是否凸多面體的每一個展開圖都能從凸多面體展開，也就是不需要互相相交或彎曲表面就能轉變為展開圖，米勒和帕克不願意就這個問題做任何一個方向的猜想。
目前不知道是否每個凸多面體都至少具有一個只切割多面體的邊而不穿過其面的展開圖（丟勒猜想），所以也不知道是否每個凸多面體都至少具有一個只切割其邊就能不必互相相交或彎曲表面展開為展開圖的方法。在2009年未發表的手稿中，伊戈爾·帕克和羅姆·平查西（Rom Pinchasi）聲稱這對於每個阿基米德立體來說確實是可以做到的。
尋找多面體是否可以不必互相相交或彎曲表面就能展開為展開圖的方法這一問題，目前也已經作為一個运动规划的問題在計算上得到一些解決方法。